# حمامات الشيخ عيسى
 حمامات الشيخ عيسى تقع بالقرب من مدينة جسر الشغور التابعة لمحافظة إدلب في شمال سوريا وهي منطقة بين جبلين رائعة الجمال بطبيعة خلابة الجبال المكسوة بالغابات والخضرة وينابيع المياه المعدنية والكبريتية، حيث يوجد حمامات مياه كبريتية وأحواض مائية للعلاج بالمياه الكبريتية أثريه قديمه قد تعود للعصور الرومانية ، بنيته بقسم للنساء وقسم للرجال، المياه المعدنية تعالج العديد من الامراض مثل: اضطرابات الدورة الدموية، الربو والجهاز التنفسي، الرماتيزم, أمراض النقرس واللمباجو، عرق النسا، الأمراض الجلدية المختلفة اضافه إلى بناء نزل ملاصق لها . وزاد من جماليه الموقع وجوده في لوحه من بساتين على ضفاف نهر العاصي التي تعود ملكيتها ل خالد الحموي آغا الذي ازدهرت المنطقة في عهده من الناحية السياحية والجمالية